# Ivar Stoekolkin
Ivar Stoekolkin (Tallinn, 13 augustus 1960) is een Sovjet-Estisch zwemmer.

## Biografie
Stoekolkin won tijdens de Olympische Zomerspelen van 1980 in eigen land de gouden medaille op de 4x200 m vrije slag en de bronzen medaille op de 400 m vrije slag.

## Internationale toernooien
| Jaar | Olympische Spelen                                          | Wereldkampioenschappen                                | Europese kampioenschappen |
| ---- | ---------------------------------------------------------- | ----------------------------------------------------- | ------------------------- |
| 1978 |                                                            | 2e 4x200 m vrije slag Stoekolkin zwom enkel de series |                           |
| 1979 |                                                            |                                                       |                           |
| 1980 | 12e 200m vrije slag · 400m vrije slag · 4x200 m vrije slag |                                                       |                           |
| 1981 |                                                            |                                                       |                           |
| 1982 |                                                            | 4x200 m vrije slag                                    |                           |
| 1983 |                                                            |                                                       | 8e 200m vrije slag        |

1908: Derbyshire, Radmilovic, Foster, Taylor ·
1912: Healy, Champion, Boardman, Hardwick ·
1920: McGillivray, Kealoha, Ross, Kahanamoku ·
1924: O'Connor, Glancy, Breyer, Weissmuller ·
1928: Clapp, Laufer, Kojac, Weissmuller ·
1932: Miyazaki, Yusa, Yokoyama, Toyoda ·
1936: Yusa, Sugiura, Taguchi, Arai ·
1948: Ris, McLane, Wolf, Smith ·
1952: Moore, Woolsey, Konno, McLane ·
1956: O'Halloran, Devitt, Rose, Henricks ·
1960: Harrison, Blick, Troy, Farrell ·
1964: Clark, Saari, Ilman, Schollander ·
1968: Nelson, Rerych, Spitz, Schollander ·
1972: Kinsella, Tyler, Genter, Spitz ·
1976: Bruner, Furniss, Naber, Montgomery ·
1980: Kopljakov, Salnikov, Stoekolkin, Krylov ·
1984: Heath, Larson, Float, Hayes ·
1988: Dalbey, Cetlinski, Gjertsen, Biondi ·
1992: Lepikov, Pysjnenko, Tajanovitsj, Sadovy ·
1996: Davis, Hudepohl, Schumacher, Berube ·
2000: Thorpe, Klim, Pearson, Kirby ·
2004: Phelps, Lochte, Vanderkaay, Keller ·
2008: Phelps, Lochte, Berens, Vanderkaay ·
2012: Lochte, Dwyer, Berens, Phelps ·
2016: Dwyer, Haas, Lochte, Phelps ·
2020: Dean, Guy, Richards, Scott ·
2024: Guy, Dean, Richards, Scott